# Renaud Barbier
Renaud Barbier (* 9. Dezember 1969) ist ein französischer Filmkomponist.

## Leben und Werk
Renaud Barbier absolvierte sein Musikstudium für Jazz-Performance am Centre Musical Créatif in Nancy 1991 mit Summa Cum Laude. Von 1992 bis 1993 arbeitete er dort als Lehrer für Piano and Harmonielehre, bevor er 1994 schließlich in die USA wechselte und bis zum Jahr 1998 am Berklee College of Music in Boston die Fächer: Film Scoring, Komposition, Big-Band Arrangement und Piano Jazz Performance studierte.
1998 kehrte er nach Frankreich zurück und arbeitete mit der Canaïma-world-jazz group an dem Projekt A Human Experiment seiner ersten CD-Veröffentlichung. Anschließend konzentrierte sich Barbier auf die Komposition im Bereich der Filmmusik. Noch im selben Jahr schrieb er seine erste Musik für die französische Fernsehserie Vertiges.
Im Jahr 2000 engagierte ihn dann sein älterer Bruder der Regisseur Éric Barbier (* 1960) für sein Drama Toreros, eine spanisch-französische Co-Produktion mit Olivier Martinez und Claude Brasseur in den Hauptrollen. 2003 verpflichtete ihn José Pinheiro für seinen Fernsehfilm Ne meurs pas mit Roger Hanin. 2006 arbeitete Barbier erneut mit seinem Bruder Éric an dessen Kinoproduktion Die Schlange. In den Hauptrollen des Psychothrillers spielten Yvan Attal, Clovis Cornillac und Pierre Richard. Der Score des Films wurde vom Milan Label 2007 als eigenständiger Soundtrack veröffentlicht.
2007 schrieb er die Filmmusik für Sergio Umanskys Komödie Mejor es que Gabriela no se muera und für Borislav Šajtinacs Animationsfilm Le tueur de Montmartre. 2009 komponierte er die Musik für Jean-Teddy Filippes Science Fiction Fernsehfilm Tod in der Zeitschleife. Ein Jahr später schuf er dann den Score für Filippes Kinodebüt Le mystère mit Marcel Miller und Carole Bouquet. 2014 entstand mit dem Drama 137 Karat – Ein fast perfekter Coup in der Besetzung Yvan Attal, Bérénice Bejo und Jean-François Stévenin eine weitere Kinoproduktion seines Bruders Éric, zu dem Renaud Barbier die Filmmusik beisteuerte. Auch 2017 komponierte er für seinen Bruder den Score für das romantische Filmdrama Frühes Versprechen mit Pierre Niney, Charlotte Gainsbourg, Didier Bourdon, Jean-Pierre Darroussin und Catherine McCormack in den Hauptrollen. Des Weiteren steuerte Barbier die Filmmusik zur preisgekrönten Literaturverfilmung von Gaël Faye Petit pays im Jahr 2020 bei, wo ebenfalls sein Bruder Eric Regie führte.
Neben seiner filmkompositorischen Arbeit für Kinoproduktionen, Dokumentar- und Kurzfilmen und seinen Scores für das französische Fernsehen entstanden von 1994 bis 2005 von Renaud Barbier auch Werke für den Konzertsaal, unter anderem Musik für Orchester und Kammermusik.
Darüber hinaus gab er seit 1991 verschiedene Meisterkurse bei verschiedenen Jazzfestivals und -schulen unter anderen mit der Gruppe „Agora Quintett“, der Gruppe „Canaïma-World-Jazz“ oder in der SATIS Audiovisual School in Aubagne. Im Jahr 2020 übertrug man ihm die Leitung des Meisterkurses für Filmmusikkomposition beim 22. Internationalen Filmfestival für Musik und Kino in Aubagne.
Im Jahre 2023 war er Mitglied der Spielfilmjury beim Festival International Music et Cinéma de Marseille (MCM).

## Filmografie

### Kino
- 2000: Toreros
- 2006: Die Schlange (Le serpent)
- 2007: Mejor es que Gabriela no se muera
- 2007: Le tueur de Montmartre
- 2010: Le mystère
- 2014: 137 Karat – Ein fast perfekter Coup (Le dernier diamant)
- 2017: Frühes Versprechen (La Promesse de l'aube)
- 2020: Petit pays

### Kurz- oder Dokumentarfilm
- 2004: Rien de grave (Kurzfilm)
- 2005: Video Paradiso (Kurzfilm)
- 2008: 11,43 (Kurzfilm)
- 2010: Réflexion faite (Kurzfilm)
- 2011: Blue Line (Kurzfilm)
- 2012: Crac! (Kurzfilm)
- 2016: Starfucker (Kurzfilm)
- 2016: Mui Diên n'est pas mort (Kurzfilm)
- 2016: Judo, la voie de la souplesse (Dokumentarfilm)
- 2016: Je suis ton père (Kurzfilm)
- 2017: Comme des sardines en boite (Dokumentarfilm)
- 2017: Cartoune (Kurzfilm)
- 2020: High Speed Theft (Kurzfilm)
- 2022: Cartoune (Kurzfilm)

### Fernsehen
- 1998–2001:  Vertiges (Fernsehserie, sechs Episoden)
- 2003: Ne meurs pas (Fernsehfilm)
- 2007: Bac + 70 (Fernsehfilm)
- 2007: Les parrains de la côte (Dokumentarserie)
- 2007: L'hôpital (Fernsehserie, sechs Episoden)
- 2008: Un vrai papa Noël (Fernsehfilm)
- 2008: On the Edge of Passion (Dokumentarfilm)
- 2009: Tod in der Zeitschleife (Hors du temps)
- 2010: Vital désir (Fernsehfilm)
- 2011: Brassens, la mauvaise réputation (Fernsehfilm)
- 2012: L'aventure humaine (Fernsehserie 1 Episode)
- 2012: Hôtel de Police Marseille (Dokumentarfilm)
- 2012: Vauban – Baumeister und Feldherr (Vauban) (Dokumentarfilm)
- 2012: Un petit bout de France (Fernsehfilm)
- 2013: La balade de Lucie (Fernsehfilm)
- 2013: La case de l'oncle Doc (Fernsehserie 1 Episode)
- 2014: Narco-Finance, les impunis (Fernsehfilm)
- 2014: Denkmäler der Ewigkeit (Monuments éternels) (Fernsehminiserie 1 Episode)
- 2015/2014: Nova (Dokumentarserie, 2 Episoden)
- 2015: Steinaltes Daumenkino (Quand Homo Sapiens faisait son cinéma) (Fernsehdokumentarfilm)
- 2016: Rio de Janeiro, Ville Merveilleuse (Fernsehfilm)
- 2018: Marie Antoinette und die Geheimnisse von Versailles (Le Versailles secret de Marie-Antoinette) (Fernsehdokumentarfilm)
- 2018: Ein Samurai im Vatikan (Un samouraï au Vatican) (Fernsehfilm)
- 2018: Des Monuments et des Hommes (Fernsehminiserie 4 Episoden)
- 2018: Les maîtres des abeilles (Fernsehminiserie 3 Episoden)
- 2019: Les Nouveaux Mondes sauvages (Fernsehminiserie 3 Episoden)
- 2020: Au temps des Dinosaures (Fernsehdokumentarfilm)
- 2020: Un siècle de pionnières, à la table des mères lyonnaises (Fernsehfilm)
- 2020: L'invention du luxe à la française (Fernsehdokumentarfilm)
- 2021: Pas si bêtes! (Fernsehminiserie 3 Episoden)
- 2021: Les ombres du Bataclan (Fernsehfilm)
- 2021–2023: Science grand format (Fernsehdokumentarserie 2 Episoden)
- 2022: Gaudí, le génie visionnaire de Barcelone (Fernsehdokumentarfilm)
- 2022: Le style Louis XV - Une affaire de femmes (Fernsehdokumentarfilm)
- 2023: L'incendie du Reichstag - Quand la démocratie brûle (Fernsehdokumentarfilm)

## Preisverleihungen (Auswahl)
- 1997: Georges Delerue Award für A Christmas Gift vom Film scoring Department of Berklee College of Music in Boston

## Diskographische Hinweise
- CD (A human experiment) (1998) Vue sur la Mer and Canaïma Association
- CD (Le serpent) (2007) Milan Soundtrack
- CD (Off the grid) (2010) Bonne Pioche Music
- CD (Vauban, la sueur épargne le sang) (2012) Cristal Records
- CD (Le dernier diamant) (2014) Cristal Records

## Werkverzeichnis
Symphonische- und Kammermusik:
- 1994: "1st essay for orchestra" (5 Min.) Symphonisches Stück
- 1995: Komposition, Orchestrierung und Dirigieren von zwei symphonischen Stücken "Pensée d’hiver" und "Symphonic poete", einem Streichquartett "The Blacksmith Fly" und diversen Kompositionen (Violine und Klavier, Sonate für Flöte und Klavier)
- 1996: "Trois Profils Pour Une Danse" (45 Min.) Orchestermusik in 3 Akten für das Ballett in Boston (USA). Libretto-Erstellung in Zusammenarbeit 1995. Komposition, Orchestrierung und Dirigat 1996 in Boston (USA).
- 1999: "La fabuleuse histoire de Marseille" (60 Min.) Symphonisches Stück in 4 Sätzen, für Kinderchor, Erzähler, Solisten, afrikanisches Schlagzeug und Orchester. In Auftrag gegeben zur Feier des 26. Jahrhunderts der Stadt Marseille (Frankreich) im Jahr 1999 (Stadt Marseille, Generalrat von Bouches du Rhônes, Rektorat von Aix-Marseille, Musikzentren von Bouches du Rhônes). Live-Konzerte in Frankreich und zwei „Premieren“ in Marseille im Théâtre de La Criée (Marseille, Frankreich) im Juni 1999.
- 2003: "Conciliabule" (6 Min.) 2. Satz einer dreiteiligen Kammermusik für 13 Musiker.
- 2005: "Le village" (4 Min.) Orchesterwalzer in einem Stück.

## Shows
- 1997: Komposition und Arrangements für das "1997 Music Technology Seminar" in Phoenix (Arizona), produziert von "ACE Entertaînment" (Boston, USA).
- 2002: Komposition und Arrangements für "La fiesta des minos" in Marseille (Frankreich), produziert von La puce à l’oreille.